# ألكسندر فوكوفيتش
ألكسندر فوكوفيتش هو لاعب كرة قدم صربي في مركز الوسط، ولد في 25 أغسطس 1979 في بانيا لوكا في البوسنة والهرسك. لعب مع إيرغوتيليس وكورونا كييلتسى وليغيا وارسو ونادي بارتيزان.

## وصلات خارجية
- ألكسندر فوكوفيتش على موقع قاعدة بيانات كرة القدم.إي يو (الإنجليزية)
- ألكسندر فوكوفيتش على موقع Soccerway.com (الإنجليزية)